# Brombær
 Ikke at forveksle med Almindelig brombær og brombær (frugt).
 "Klynger" omdirigeres hertil. For andre betydninger af Klynger, se Klynge (flertydig).
Brombær (Rubus) er en planteslægt der på dansk også har båret navnet  Klynger. Den er udbredt i de tempererede egne af den nordlige halvkugle, og arterne er buske, buskagtige lianer eller urter. I det følgende nævnes kun de arter, som ses jævnligt i Danmark. Navnet Klynger
| Arter |

| - Agerbær (Rubus arcticus) - Korbær (Rubus caesius) - Multebær (Rubus chamaemorus) - Klatrebrombær (Rubus henryi) - Almindelig hindbær (Rubus idaeus) - Jordbærhindbær (Rubus illeceborus) - Fliget brombær (Rubus laciniatus) | - Sort hindbær (Rubus occidentalis) - Rosenbrombær (Rubus odoratus) - Almindelig brombær (Rubus plicatus) - Fruebær (Rubus saxatilis) - Laksebær (Rubus spectabilis) - Guldbær (Rubus xanthocarpus) |

| Hybrider |

- Boysenbær (Rubus x loganobaccus x laciniatus x idaeus)
- Loganbær (Rubus x loganobaccus) – en anden krydsning.
- Taybær (Rubus x medana) – en skotsk krydsning.

## Klassifikation
Slægten Rubus er meget kompleks, med 13 underslægter, hvoraf den største Rubus, er yderligere opdelt i 12 sektioner: